# Witalij Bielikow
Witalij Petrowycz Bielikow, ukr. Віталій Петрович Бєліков (ur. 9 marca 1979) – ukraiński piłkarz, grający na pozycji pomocnika.

## Kariera piłkarska

### Kariera klubowa
Wychowanek Szkoły Piłkarskiej w Zaporożu. W 1996 rozpoczął karierę piłkarską w miejscowym Torpedzie Zaporoże, skąd w 1998 został wypożyczony do Wiktora Zaporoże. Latem 1999 został zaproszony do Dnipra Dniepropetrowsk. W drugiej połowie 2002 roku bronił barw Krywbasa Krzywy Róg. Na początku 2003 został piłkarzem Prykarpattia Iwano-Frankowsk, skąd był wypożyczony do farm klubu Łukor Kałusz. Od marca 2004 roku występował w innej spartakowskiej drużynie - Spartak-Horobyna Sumy. Na początku 2005 powrócił do Zaporoża, gdzie podpisał kontrakt z Metałurhem Zaporoże. Grał tylko w drugiej drużynie, w którym pełnił funkcje kapitana. W 2006 zakończył karierę piłkarską.

## Sukcesy i odznaczenia

### Sukcesy klubowe
- brązowy medalista Mistrzostw Ukrainy: 2001